# أنجيليكا آمون
أنجيليكا آمون (بالإنجليزية: Angelika Amon) ولدت عام 1967، هي عالمة أحياء جزيئية وخلوية أمريكية-نمساوية، كما تشغل منصب أستاذة في قسم أبحاث السرطان في معهد ماساتشوستس للتكنولوجيا في كامبريدج بماساتشوستس، الولايات المتحدة. اشتهرت آمون بعد عملها في عدة مراكز بحثية على مدى تنظيم الكروموسومات وطريقة تكرارهم كما لها إسهامات بارزة في معرفة دورة الخلية وتقسيمها.

## الخلفية

### دراستها
عملت آمون في وقت مبكر في مراكز النبات والحيوان وتعرفت على علم الأحياء وهي مجرد طفلة؛ حيث كانت تُحافظ على دفتر كامل يحتوي على قصاصات الصحف التي تتحدث عن هذا العلم وقد شكل لها هذا دافعا في دراسة علم الأحياء خاصة بعدما تعرفت على الوراثة المندلية في المدرسة المتوسطة. حصلت على البكالوريوس من جامعة فيينا واستمرت في الدراسة بهدف الحصول على شهادة الدكتوراه وفي نفس الوقت كانت تعمل تحت إشراف البروفيسور كيم ناسميث في معهد بحوث علم الأمراض الجزيئية. حصلت على الدكتوراه في عام 1993، ثم أكملت سنتين كباحثة ما بعد الدكتوراه في معهد وايتهيد في كامبريدج وأصبحت في وقت لاحق زميلة في المعهد وإحدى كوادره الرئيسية. في عام 1999 انضمت لمركز أبحاث السرطان في معهد ماساتشوستس للتكنولوجيا وتحديدا قسم الأحياء قبل أن يتم ترقيتها عام 2007 إلى منصب أستاذة ومحاضرة في القسم.

### جوائزها
فازت آمون بجائزة «العمل المبكر في مجال العلوم» في فئة العلماء والمهندسين في عام 1998،  وبفضل ذلك أصبحت مساعدة باحثة في معهد هوارد هيوز الطبي عام 2000،  ثم شاركت خبارتها عام 2003 مع مؤسسة العلوم الوطنية التي لا تزال تعمل لصالحها حتى الآن. كما فازت عام 2007 _بالشراكة_ بجائزة أبحاث السرطان ثم فازت بجائزة البيولوجيا الجزيئية في 2008 الممنوحة من قِبل الأكاديمية الوطنية للعلوم. وقد انتُخبت لعضوية الأكاديمية الأمريكية للفنون والعلوم في عام 2017.
استمرت آمون اليوم عضوة في هيئة التحرير في مجلة علم الأحياء الحالي حتى وفاتها سنة 2020.
بقيت آمون متزوجة حتى وفاتها، ورُزقت من زواجها هذا بابنتين.

## البحث
ركزت آمون في أبحاثها على مراقبة وتنظيم كيفية الفصل بين الكروموسومات أثناء انقسام الخلية وبشكل أكثر دقة ركزت في أبحاثها على دراسة تنظيم الخروج من الانقسام المتساو وكيف تستطيع الخلية تنظيم نفسها خلال الانقام المنصف ثم ما آثار اختلال الصيغة الصبغية في الطبيعة الفيزيولوجيا والتسرطن.
عندما كانت طالبة تحت إشراف ناسميث نجحت آمون في إثبات أن البروتين CDC28 هو الطور التالي الذي يُؤدي إلى مرحلة التمدد الانتقالي أما البروتين CLB2 فيتحلل ويستمر في التحلل بهدف تنشيط بروتين CDC28 الذي يُمكِّنُ من العودة نحو طور النمو الأول.
قامت آمون بعشرات الاختبارات لتتأكد في المقام الأول من قدرة الخميرة (فطريات الخميرة) باعتبارها نموذجا يساعد على فهم الضوابط التي تحكم دورة نمو الخلية. وقد اكتشفت رفقة صديق لها أن البروتين CDC20 يلعب دورا حاسما في انقسام الخلايا، مما دفعها إلى تشكيل فريق مصغر يعمل على دراسة وتحديد التفاعل بين الفوسفاتاز وبروتين CDC14 الذي يقوم بإخراج الخلايا من طور الانقسام إلى طور النمو الأول (G1)، وقد أتبث فريق آمون أن البروتين CDC20 هو الذي يلعب الدور الأبرز والأهم أثناء الانقسام.
واصلت آمون عملها ودراستها في مجال علم الأحياء وعملت مؤخرا على فهم تنظيم الكروموسومات وكيف يتم الفصل بينها بدقة لا متناهية خلال الانتقال إلى الأمشاج في الانقسام الاختزالي عن طريق فحص شبكة الجينات التنظيمية، وقد تمكنت من الوصول إلى نتيحة مفادها أن الخوف عامل مهم في الإفراج عن بروتين CDC14 الذي لديه القدرة على تحديد الآليات التي تتحكم في المراحل النهائية من دورة الخلية الانقسامية.
لها سلسلة أبحاث صدرت مؤخرا حول الصيغة الصبغية الموجودة في خلايا الخميرة والتي تحتوي على نسخ إضافية من الكروموسومات وقد اكتشفت أن هذه السلالات تساعد في الحصول عل نمط ظاهري مستقل بكروموسوم له هوية (مستقل) وقد رأت أن هذا الأمر يُعد عيبا خلال تقدم دورة الخلية وذلك بسبب زيادة الطلب على الطاقة مما يُجبر الخلية على الدخول في اصطناع حيوي للبروتين. كما سبق لآمون وأن بحثت في موضوع التثالث الصبغي ودوره في نمو الخلايا الثديية وعلم وظائف الأعضاء حيث تبين لها أن الثدييات عند عدم توازن صبغياتها تضطر للقيام باستجابة جهدا عنها وهذا نفس ما يحصل لخلايا الخميرة في حالة عدم توازن الصبغيات. وقد صرحت آمون في وقت لاحق أن بحوثها بخصوص عدم توازن الصبغيات قد يدفعها للقيام ببحوث جديدة في ما يخص مرض السرطان.

## روابط خارجية
- الصفحة الرئيسية لمختبر آمون.
- ندوة أنجليكا آمون: عواقب اختلال الصيغة الصبغية.